# Периша Савелич
Периша Савелич с псевдоним Самсон (на сръбски: Периша Савелић) е югославски партизанин, черногорец и деец на НОВМ.

## Биография
Роден е на 12 септември 1920 г. в Горно или Долно Мартиничи, тогава в Кралство Югославия, днес в Черна Гора. Завършва основно образование в родното си село, а след това учи две години в гимназия в Скопие. Баща му е учител в скопското село Драчево. Впоследствие Савелич е изключен от гимназията и завършва през 1939 г. в Прищина.
Същата година е интерниран в лагера Билеча. През 1940 г. започва да учи във Философския факултет на Скопския университет и става организационен секретар на Местния комитет на ЮКП. След операция „Ауфмарш 25“ става секретар на комитета и застава начело на Военния щаб на Местния комитет за Скопие.
Взема участие в създаването на Скопския народоосвободителен партизански отряд. След блокада на отряда от страна на българската полиция е арестуван на 26 октомври 1941 г. На 9 май 1942 г. е осъден на смърт и е обесен в Софийския затвор.
След Втората световна война на мястото на къщата му в Скопие е изграден паметник.